# Tuvlärka
Tuvlärka (Alaudala somalica) är en fågel i familjen lärkor inom ordningen tättingar.

## Utseende och läte
Tuvlärkan är en rätt liten enfärgad lärka. Färgsättningen varierar geografiskt, från mörkbrun till ljusare brun till rostbrunt. Den har i alla dräkter dock ljust ögonbrynsstreck och ljus ögonring, streckat bröst och helt eller delvist ljus näbb. Arten liknar drillärkan, men har beigefärgade istället för rent vita yttre stjärtpennor och saknar rostfärgade fläckar i vingarna. Lätet är ett snabbt "chidup", ofta avgivet i flykten, och sången som utförs i sångflykt är lång och varierad, med inslag av härmningar från andra fågelarter.

## Utbredning och systematik
Tuvlärkan delas in i tre underarter med följande utbredning:
- Alaudala somalica megaensis – förekommer i södra Etiopien
- Alaudala somalica somalica – förekommer från östra Etiopien till norra Somalia
- Alaudala somalica perconfusa – förekommer på centrala och västra platån i norra Somalia
- Alaudala somalica athensis – förekommer i Kenya och nordöstra Tanzania

### Släktestillhörighet
Tuvlärka med släktingar placerades tidigare tillsammans med korttålärkorna i Calandrella. Genetiska studier visar dock att de är närmare släkt med exempelvis kalanderlärka i Melanocorypha.

## Levnadssätt
Arten hittas i torra gräsmarker och halvöken, vanligen i flockar.

## Status
IUCN kategoriserar arten som livskraftig. Den tros dock minska i antal till följd av minskat utbredningsområde i Kenya.